# Beretta M12
Die Beretta M12 ist eine italienische Maschinenpistole.

## Geschichte
In den 1950er-Jahren beschloss die italienische Firma Beretta, eine neue Maschinenpistole herauszubringen. Im Vergleich zu bisherigen Beretta-Maschinenpistolen sollte statt aufwändiger Frästechniken nunmehr die rationelle Blechprägetechnik angewendet werden. Trotzdem sollte die Konstruktion hohen Ansprüchen bezüglich Zuverlässigkeit und Langlebigkeit genügen. 1961 nahmen die Polizei und das Militär Italiens die Waffe offiziell in ihre Ausrüstung auf. Aufgrund der robusten Konstruktion der Beretta wurde sie auch von vielen anderen Staaten übernommen. Nach fast 50 Jahren Produktion wird das Modell nach wie vor gefertigt, darunter auch in Lizenz außerhalb des Landes.

## Technik
Die M12 ist ein zuschießender Rückstoßlader. Der Verschluss ist hohl und umgibt den Lauf über drei Viertel seiner Länge. Diese Lösung wurde so bereits in der tschechischen Sa 23 sowie der israelischen Uzi verwendet und ermöglicht sehr kompakte Abmessungen der MP. Der Schwerpunkt der Waffe verlagert sich nur wenig, wenn sich der Verschluss während des Ladezyklus hin- und herbewegt. Damit bleibt die Maschinenpistole auch bei längeren Feuerstößen kontrollierbar und bietet eine hohe Trefferdichte.
Das untere Gehäuseteil samt Pistolengriffen und Magazinschacht besteht aus einem Stück dicken Prägestahls. Die Oberfläche der Metallteile ist nicht brüniert, sondern phosphatiert und mit Epoxidharz versiegelt. Anfang der 1980er-Jahre entstand mit der Beretta M12S eine verbesserte Variante; hierbei wurden die beiden Knöpfe für Sicherung und Feuermodus in einem Wahlschalter integriert. Die separate Griffsicherung des Ursprungsmodell blieb jedoch erhalten.